# Стињано (Ређо ди Калабрија)
Стињано је насеље у Италији у округу Ређо ди Калабрија, региону Калабрија.
Према процени из 2011. у насељу је живело 715 становника. Насеље се налази на надморској висини од 316 м.